# José Gil Morales
José Gil Morales (n. Comalcalco, Tabasco, México - ?) Fue un militar mexicano que encabezó un movimiento armado en el estado de Tabasco, asesinando al Gobernador Constitucional, el general Pedro C. Colorado, y autonombrándose Gobernador de Tabasco.

## Gobernador de Tabasco
El coronel, oriundo de Comalcalco, Tabasco, se alzó en armas en la capital del estado la noche del 28 de agosto de 1915, asesinando al Gobernador Pedro C. Colorado cuando éste apenas llevaba 14 horas en el cargo.
De esta forma, Gil Morales se autonombró Gobernador Villista de Tabasco. A las 7 de la mañana del 29 de agosto ordenó a su tropa atacar el cuartel Santa Cruz donde se encontraba el batallón Tabasco con elementos a mando del coronel Ernesto Aguirre Colorado. Ante esto, el coronel Aguirre Colorado se embarcó rumbo al puerto de Veracruz para informarle al Primer Jefe Venustiano Carranza lo sucedido.
Mientras tanto Gil Morales, tomó prisionero al subsecretario de gobierno Fernando Aguirre Colorado, al jefe de la guarnición de la plaza, el general Rafael Aguirre Colorado y al jefe del batallón Ignacio Gutiérrez, el teniente Coronel Agustín Vallejo; todos por negarse a secundar su movimiento armado.
Al tener conocimiento de los hechos, Carranza dio instrucciones al general Francisco J. Múgica, para que marchara sobre Tabasco para someter a Gil Morales, teniendo a su disposición los cañoneros Zaragoza y Plan de Guadalupe.
El alzamiento militar de Gil Morales no tuvo repercusión en el interior del estado circunscribiéndose solo a la capital, los demás municipios ignoraron el movimiento armado. En la capital San Juan Bautista no se alteró el orden. Al enterarse el 5 de septiembre Gil Morales de la llegada a Frontera del general Múgica, se dirigió a la Jefatura de Hacienda, de donde se llevó billetes constitucionalistas, oro y plata, y emprendió la huida con 400 hombres hacia Tacotalpa. De los que partieron solo llegaron cerca de 100 ya que los demás desertaron en el camino.
A la salida de Gil Morales de San Juan Bautista muchos de los principales empresarios, comerciantes y políticos de la capital se reunieron en el Palacio de Gobierno y decidieron nombrar al que fuera secretario particular del gobernador asesinado Pedro C. Colorado, el mayor Cesar Jiménez Calleja como Encargado Provisional del Gobierno y Comandante Militar de Tabasco, nombramiento que se le comunicó a general Salvador Alvarado por ser Jefe de Operaciones del Sureste.

### Captura y muerte
Gil Morales se escondió en el rancho Mumonil en el municipio de Tacotalpa, donde estuvo tres días, y al enterarse de la llegada de las tropas federales a Tacotalpa emprendió la huida hacia la sierra pero fue capturado junto con varios de sus seguidores y enviados a la cárcel pública de San Juan Bautista.
El 10 de septiembre llegó a la capital del estado el general Francisco J. Mújica con la instrucción de Venustiano Carranza de hacerse cargo del gobierno del estado y de la Comandancia Militar de Tabasco, por lo que el coronel Aquileo Juárez le entregó el gobierno ese mismo día. La primera acción del general Mújica fue organizarle un consejo de guerra al usurpador José Gil Morales y a sus más de cien seguidores.
Del 6 al 17 de diciembre, se realizaron los consejos de guerra en el Teatro Merino de la capital del estado siendo fusilados 39 condenados en total, 21 civiles y 18 militares. José Gil Morales fue condenado a muerte la mañana del 17 de diciembre de 1915. En el momento que era apuntado por la escolta se tiró al suelo, y en esa posición fue fusilado. A las 12:10 le fue dado el tiro de gracia.